# Сан Леонардо ди Кутро
Сан Леонардо ди Кутро је насеље у Италији у округу Кротоне, региону Калабрија.
Према процени из 2011. у насељу је живело 751 становника. Насеље се налази на надморској висини од 86 м.